# HTVC Gia Đình
HTVC - Gia đình là kênh giải trí tổng hợp dành cho gia đình đầu tiên của Việt Nam, được ra mắt vào ngày 28/06/2007. Với thông điệp "Cho nhau niềm vui, bên nhau mỗi ngày", HTVC - Gia Đình mong muốn mang đến những khoảnh khắc yêu thương, những giây phút thư giãn, những kiến thức bổ ích cho tất cả thành viên trong gia đình Việt - từ trẻ nhỏ, thanh thiếu niên đến các bậc cha mẹ và ông bà, biến ngôi nhà bạn trở thành một không gian giải trí lành mạnh, tràn ngập tiếng cười và tình yêu thương. HTVC-Gia Đình phát sóng đa thể loại các chương trình như phim truyện, hài kịch, thiếu nhi, gameshow và các chuyên mục xoay quanh những vấn đề về gia đình, cuộc sống…

## Lịch sử
- Lúc 5g ngày 28/6/2007: Nhân ngày Gia đình Việt Nam, HTVC ra mắt kênh HTVC Gia đình nhằm phục vụ cho các thuê bao có gia đình.
- 15/8/2007: HTVC Gia đình dành thời lượng phát sóng những chương trình dành cho thiếu nhi từ 17g đến 19g và phát lại vào lúc 5g đến 7g, 11g đến 12g ngày hôm sau.
- 1/1/2008: HTVC Gia đình mua các bản quyền một số bộ phim như Vua hề Sạc Lô, Chuyện tình Mùa Đông, Trái tim mùa thu,...
- 1/1/2011: HTVC Gia đình hợp tác với TVM Corp. phát sóng các bộ phim đã từng chiếu trên HTV3 trước đây như Gia đình là số một, My Girl, Huyền thoại Iljimae, Người tình Praha, Dù gió có thổi, Tìm lại nụ cười...
- 1/6/2018: HTVC Gia đình chính thức thay đổi bộ nhận diện mới Logo với slogan: Cho nhau niềm vui, Bên nhau mỗi ngày.